# Tylosine
La tylosine est un bactériostatique macrolide à large spectre, utilisé en médecine vétérinaire et comme additif alimentaire (sous le numéro E713). Elle agit par inhibition de la synthèse protéinique des bactéries. Elle est produite par fermentation bactérienne, comme la néomycine.